# Tipula (Savtshenkia) persignata
Tipula (Savtshenkia) persignata is een tweevleugelige uit de familie langpootmuggen (Tipulidae). De soort komt voor in het Palearctisch gebied.